# Liste von Kriegsgräberstätten in Sachsen-Anhalt
Die Liste von Kriegsgräberstätten in Sachsen-Anhalt benennt Kriegsgräberstätten in Sachsen-Anhalt, Bundesrepublik Deutschland, ohne Anspruch auf Vollständigkeit.

## Liste
| Bezeichnung                                      | Ortschaft                         | Beschreibung | Foto |
| ------------------------------------------------ | --------------------------------- | --- | ---- |
| Burg b. Magdeburg Friedhof                       | Burg b. Magdeburg                 | 788 Soldaten und Bombenopfer |      |
| Todesmarschdenkmal Dolle                         | Burgstall                         | Sammelgrabstätte für 66 ermordete KZ-Häftlinge aus mehreren europäischen Ländern |      |
| Gedenkstätte Feldscheune Isenschnibbe Gardelegen | Gardelegen                        | Militärischer Ehrenfriedhof für 1023 ermordete KZ-Häftlinge aus mehreren europäischen Ländern                                                                                         |      |
| Halberstadt neuer Militärfriedhof                | Halberstadt                       | 186 Deutsche, Russen und Türkische Soldaten des Ersten Weltkrieges |      |
| Kriegsgräberstätten Westfriedhof (Magdeburg)     | Magdeburg                         | Gräber aus Erstem und Zweitem Weltkrieg und u. a. eine Gedenkstätte (Massengräber, Denkmal) für die Opfer des Luftangriffs auf Magdeburg am 16. Januar 1945 und weiterer Luftangriffe |      |
| Feld der Vereinten Nationen                      | Magdeburger Stadtteil Westerhüsen | 766 Opfer des II. Weltkrieges und des Nationalsozialismus aus 11 Nationen |      |